# クラースヌイ・ヴィンペル

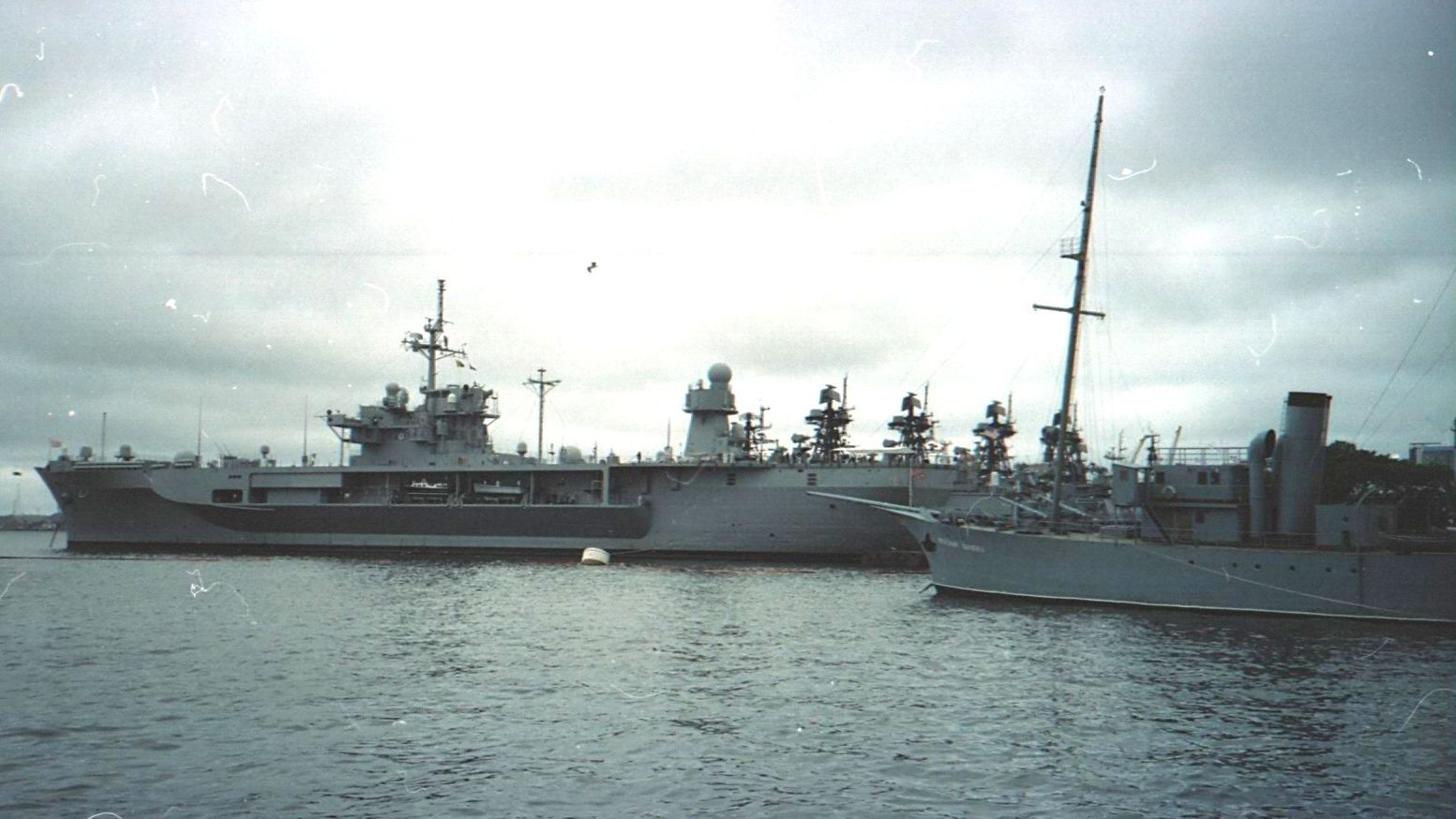
ブルーリッジとクラースヌイ・ヴィンペル、2006年

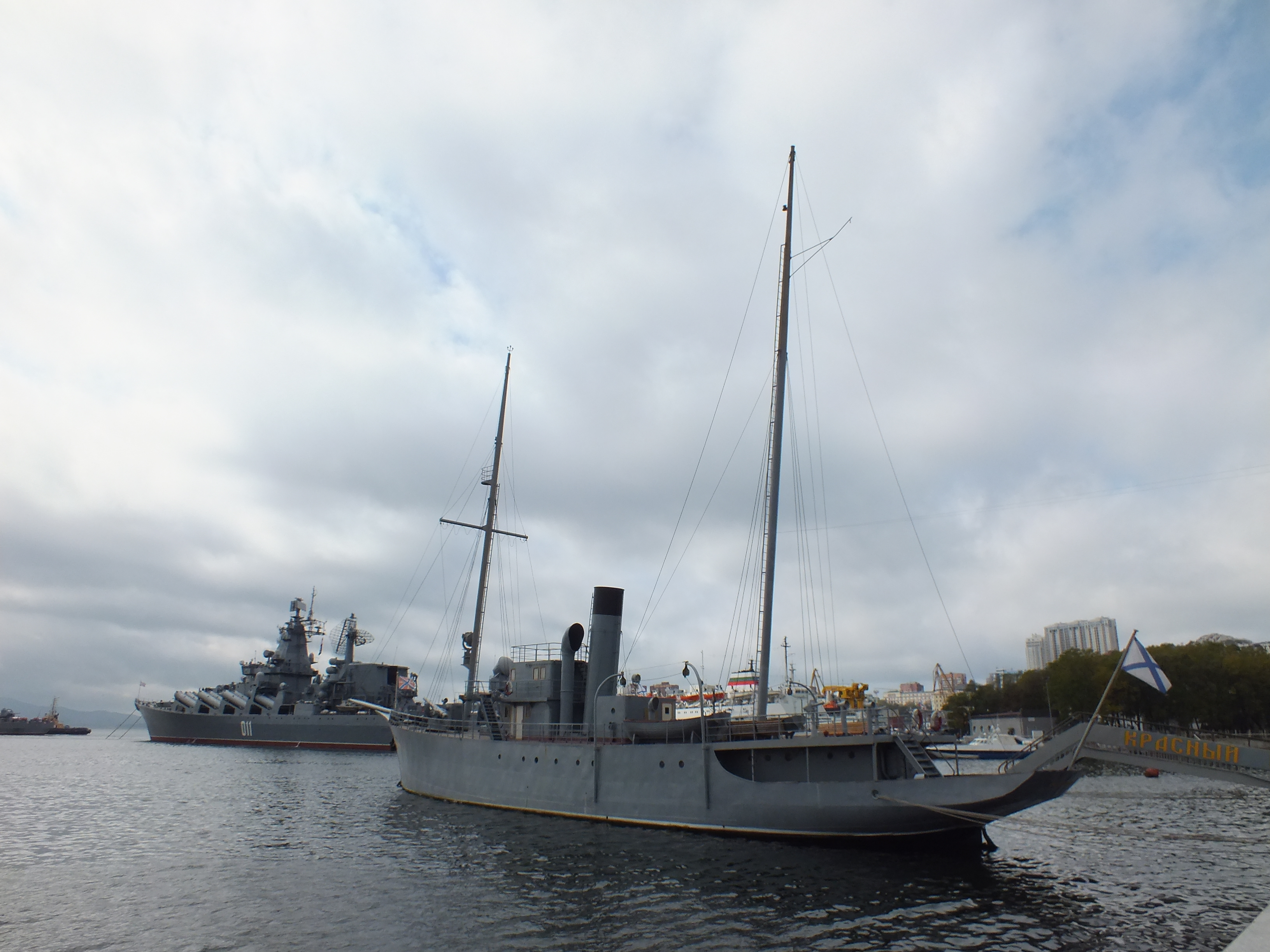
「クラースヌイ・ヴィンペル」と「ヴァリャグ」、2016年

クラースヌイ・ヴィンペル(ロシア語:Кра́сный вы́мпел)はソビエトの巡視船で、元々はヨットであり、ロシアの領土にある革命前の建造物の5つになっている博物館船である。
クラースヌイ・ヴィンペルとはロシア語で赤いペナントの意味である。

## 経歴
本船は1910年10月に В:мъ Крейтонъ и Ко.のサンクトペテルブルクのオクティンスカヤ造船所で進水した。ザヴォイコ、ヴァシリー・ステパノヴィッチ将軍に由来してアドミラル・ザヴォイコと命名された。このヨットはカムチャツカ州知事の命により、地方行政の必要性から建造された。1911年8月、この船はペトロパブロフスク・カムチャツキーに到着し、メッセンジャーと旅客船として使用された。第一次世界大戦中は陸軍省に所属する船だった。
十月革命後、革命的な熱狂の中で、1917年11月29日、ヨットの乗組員はソビエト政権側についた。1918年6月に白軍に奪還されたが、1921年1月に極東共和国軍に奪還され、シベリア軍艦隊の構成に組み込まれた。1921年5月のウラジオストクでの反革命クーデターの際、「アドミラル・ザボイコ」はペトロパブロフスク・カムチャツキーにおり、ヨットは現地の軍事革命委員会のために弾薬を積んでいた。クーデターを知った乗組員たちは、上海に避難することを決め、約2年間、同船に滞在した。1922年10月、ウラジオストクがゼムスカヤ・ラチヤ部隊によって放棄された後、ヨットはソビエトに戻ることになった。1923年1月24日、ソビエト連邦の海軍旗が掲げられ、その2ヵ月後にウラジオストクに到着した。1923年3月、警備艦に編入され「クラースヌイ・ヴィンペル」と改名された。
1924年から1925年にかけて、「クラースヌイ・ヴィンペル」はオホーツク海やベーリング海沿岸で白軍残党との戦いに積極的に参加した。1926年、内戦中に日本の介入によってサハリンに連行されたアムール川船団のために、サハリンからの曳航を行った。1928年から1931年にかけて、「クラースヌイ・ヴィンペル号」は極東海域を調査する水路探検に数多く参加しました。1929年、シベリアと太平洋を経由してモスクワとニューヨークを結ぶソ連国水上飛行機の飛行のために、コマンダー諸島に着陸地点を設置する任務に就いた。1932年、クラースヌイ・ヴィンペルは新しく設立された太平洋艦隊の最初の船の一隻である。戦前は巡視船と練習船として使用されていた。
大祖国戦争では、海底ケーブル敷設作業、遠隔地の基地設備の無い場所での潜水艦の係留、太平洋での艦艇の戦闘行動などを行った。1944年10月、制御用水中音響観測所に改修された。戦後は、敵機雷の探知や機雷曳航法の開発などの任務を遂行し、23名の乗組員が勲章を授与されている。1958年3月11日、この老朽船はゾロトイログ湾の永久錨地に置かれ、記念船博物館となった。
2014年4月24日、ロシア国防省からの国家防衛命令に基づき、博物館船はドックの定期修理のためにウラジオストクの船岸壁を離れた。クラースヌイ・ヴィンペルはツェントル・スドレモンタ・ダリザヴォド造船所の54番ドックに修理のために搬入され修理された。
2014年7月31日、クラスニー・ヴィンペルはウラジオストクのコラベルナヤ堤防に帰還し、その後、タルナフ強制収容艦隊の軍事的栄光博物館のスタッフが、船がドックに入る前に博物館の保管施設に移動した展示物の装飾を開始しました。博物館に改修される過程で、船体はコラベルナヤ堤防と繋がれ、ダビット、アッパーデッキ、上部構造が交換された。
1990年に11351号計画「ネレーイ」型国境警備艦の9番艦としてクラースヌイ・ヴィンペルの名前を継承した船が建造される予定だったが未完成のまま解体されている。 

## ノート
1. ↑  “Тихоокеанская "Аврора" готовится к доковому ремонту”. Министерство обороны Российской Федерации.   Mil.Press FLOT (2014年4月24日). 2016年3月4日時点のオリジナルよりアーカイブ。2019年6月30日閲覧。
2. ↑  “"Красный вымпел" поставлен в док Дальзавода”. Пресс-служба ОАО "Центр судоремонта "Дальзавод".   Mil.Press FLOT (2014年5月5日). 2014年5月5日時点のオリジナルよりアーカイブ。2019年6月30日閲覧。
3. ↑  “Корабль-музей "Красный вымпел" вернулся на набережную Владивостока”. primamedia.ru.   Mil.Press FLOT (2014年7月31日). 2016年10月21日時点のオリジナルよりアーカイブ。2019年6月30日閲覧。